# Taylorilygus
Taylorilygus är ett släkte av insekter. Taylorilygus ingår i familjen ängsskinnbaggar.
Kladogram enligt Catalogue of Life:
| Taylorilygus | \| \| Taylorilygus apicalis \| \| \| \| \| \| Taylorilygus pallidulus \| \| \| \| \| \| Taylorilygus simonyi \| \| \| \| |
|              | \| \| Taylorilygus apicalis \| \| \| \| \| \| Taylorilygus pallidulus \| \| \| \| \| \| Taylorilygus simonyi \| \| \| \| |
|              | Taylorilygus apicalis |
|              | |
|              | Taylorilygus pallidulus                                                                                                  |
|              | |
|              | Taylorilygus simonyi |
|              | |